# 首都师范大学

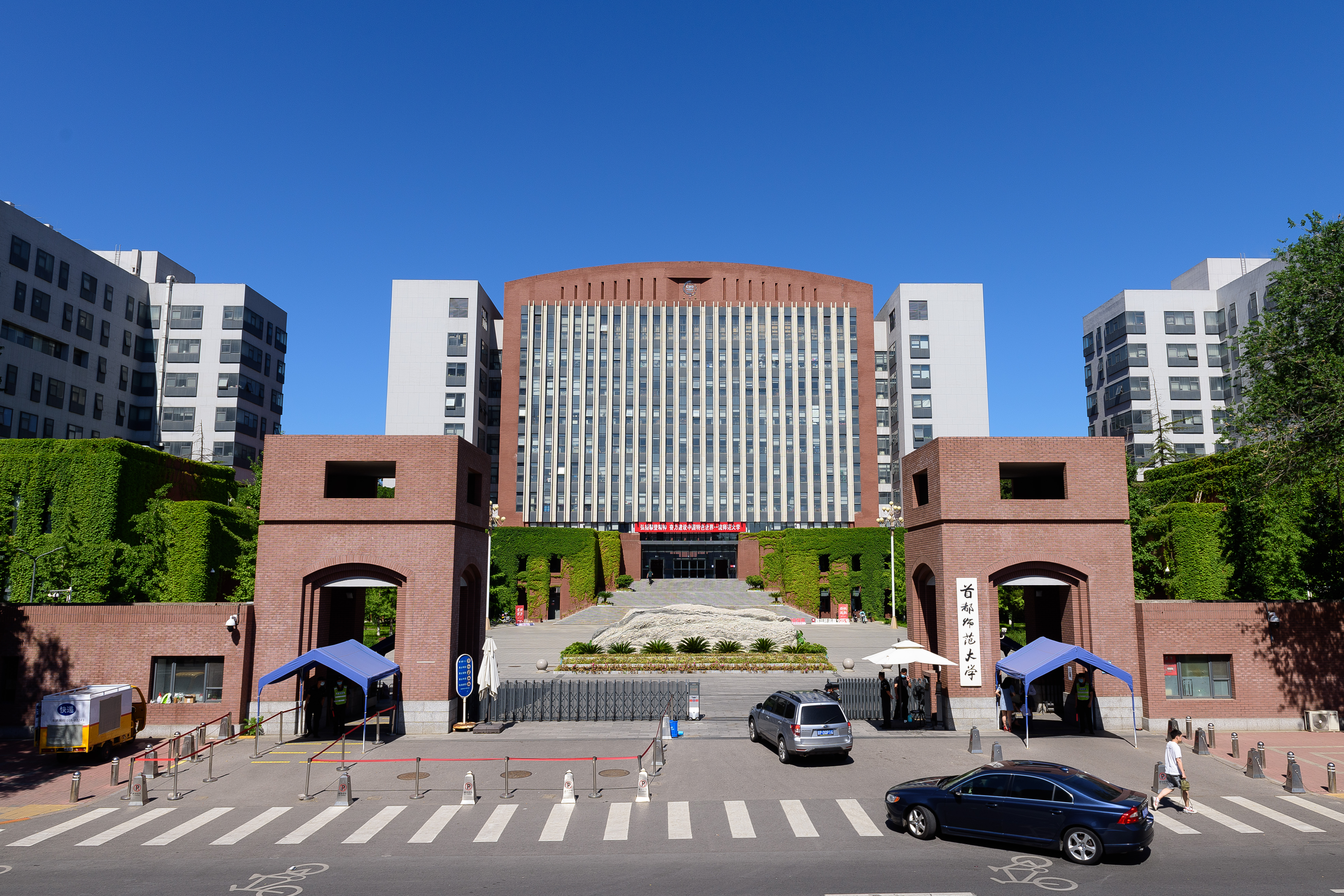
首都师范大学校本部主楼

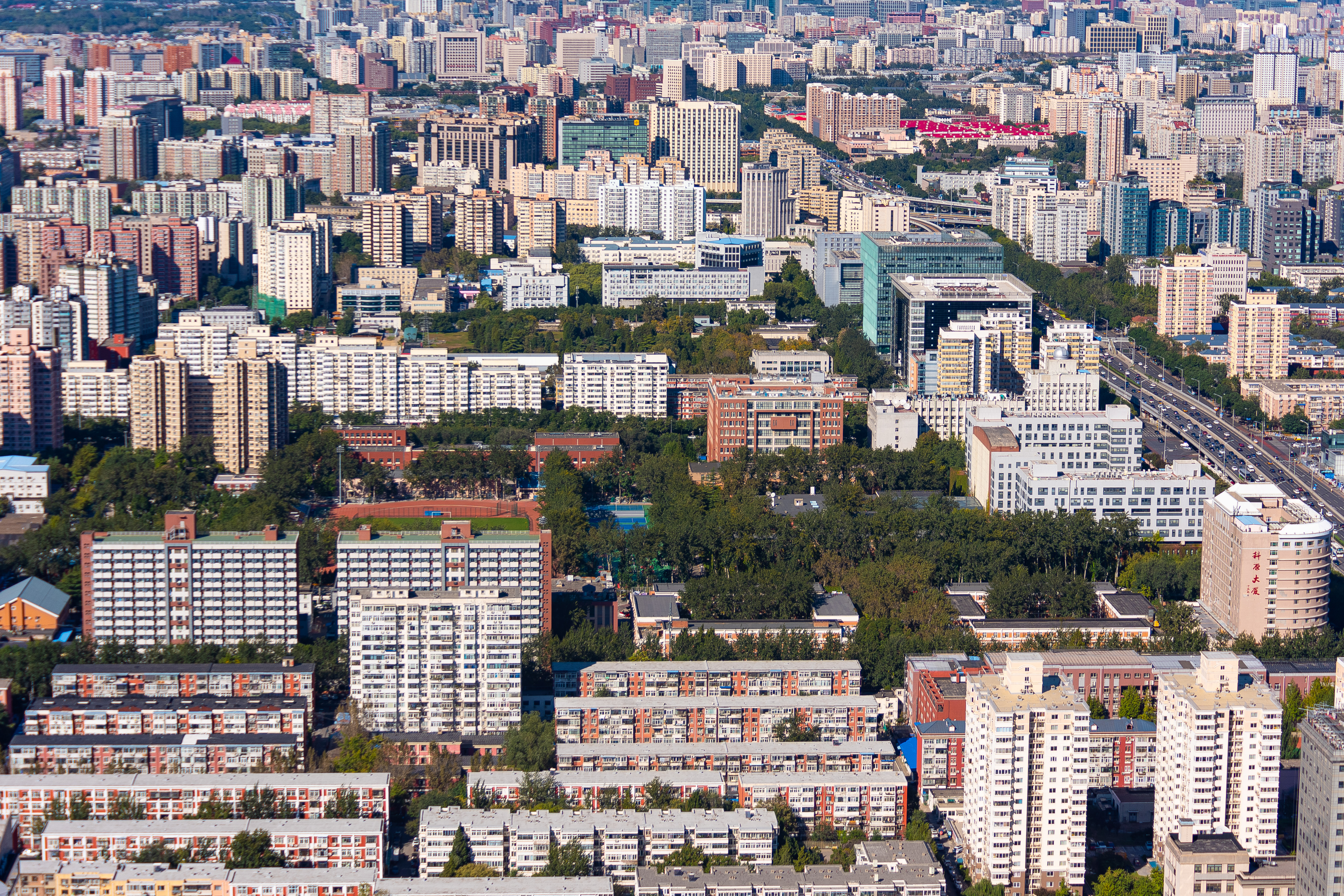
从中央广播电视塔拍摄的首师大本部及北一区

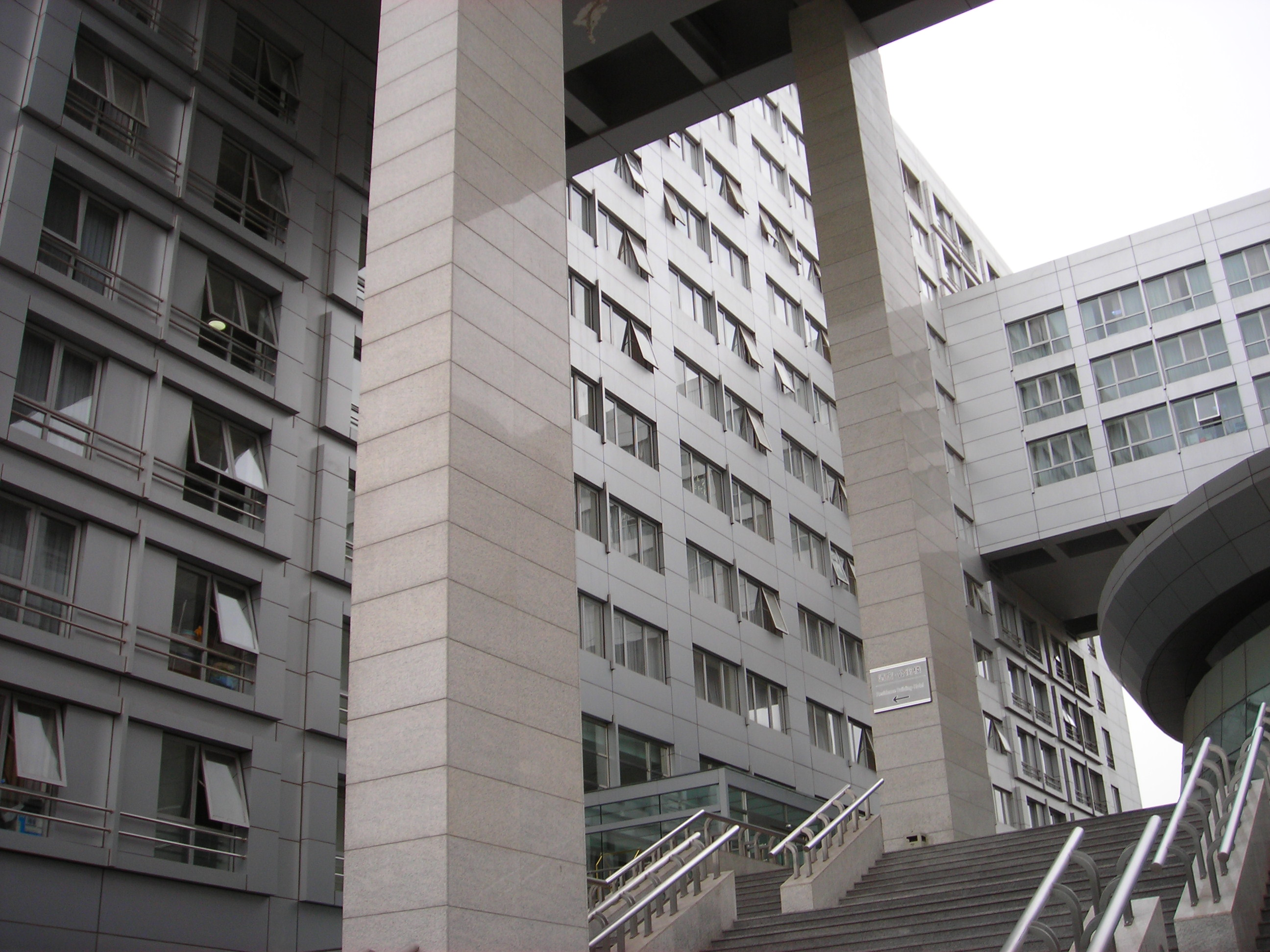
位于首都师范大学北一区的国际文化大厦

首都师范大学，简称首师大、首都师大，中国国家“双一流”建设高校，为中华人民共和国北京市的一所全日制公办师范类大学。位于北京市西三环北路105号，多数校区集中在海淀区八里庄一带。创建于1954年，原名北京师范学院，1992年更名为首都师范大学。首师大是一所包括文、理、工、管、法、教育、外语、艺术等专业的综合性师范大学。

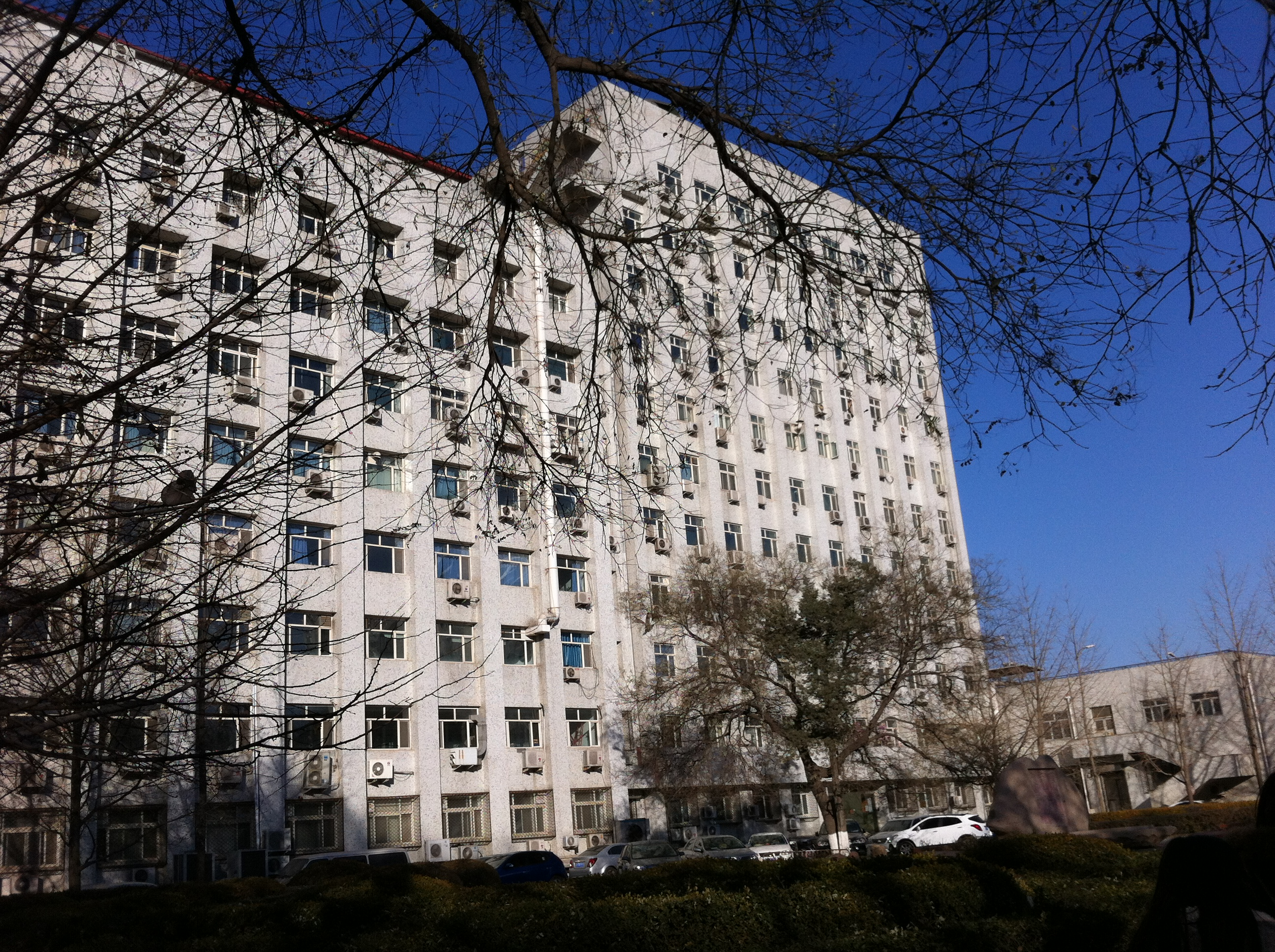
位于首都师范大学校本部的实验楼

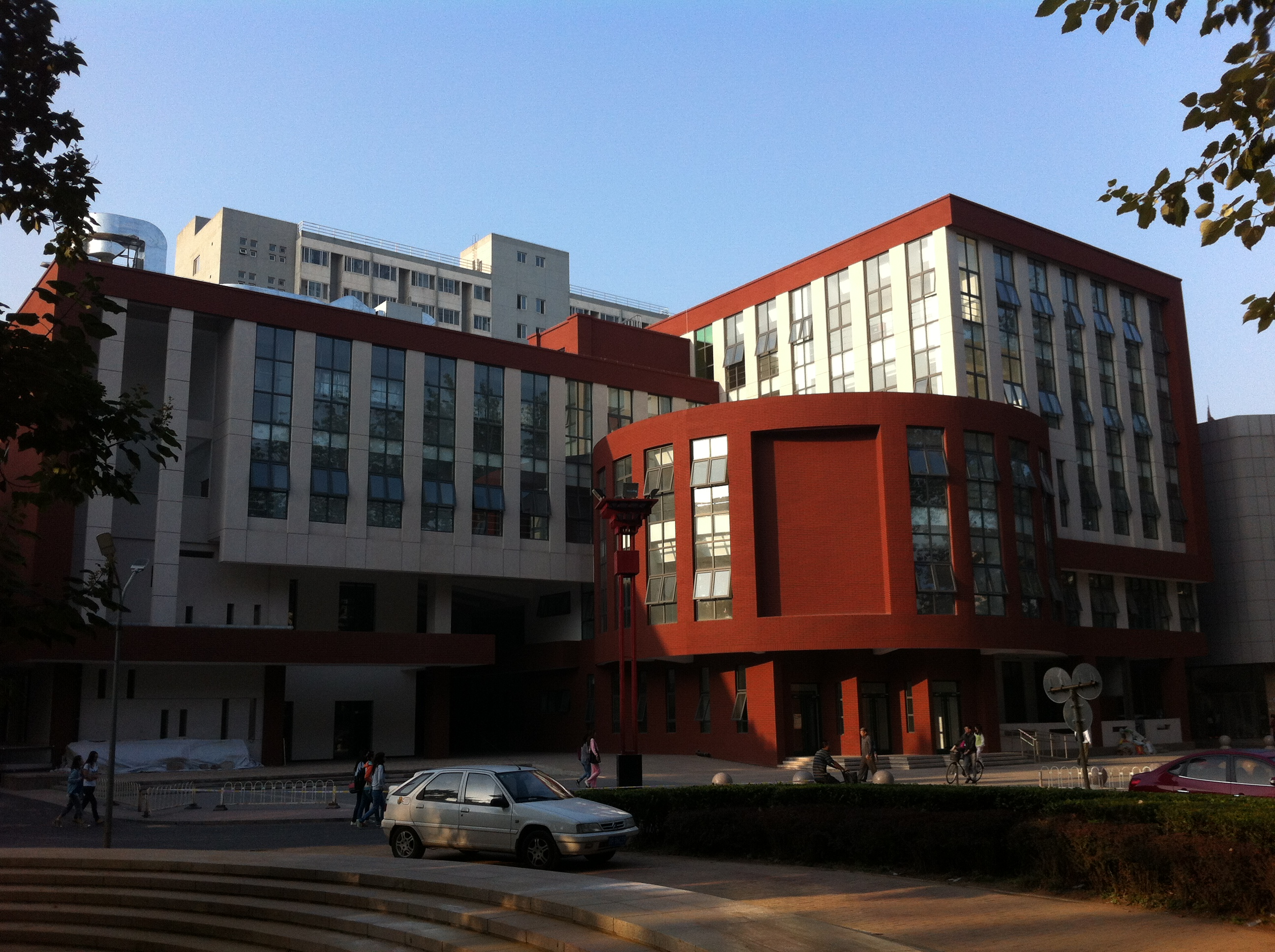
2014年完工的校本部学生活动中心

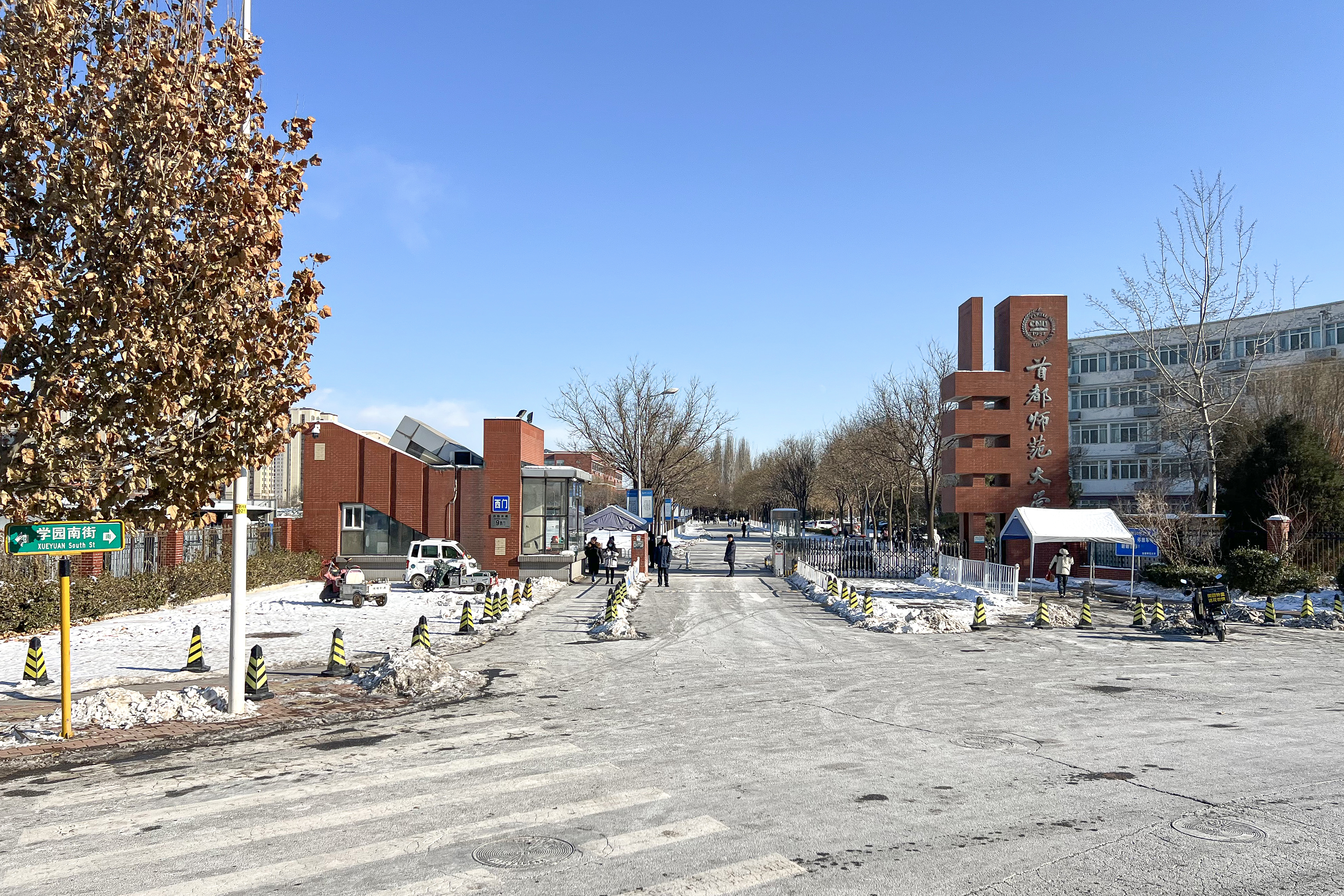
首都师范大学良乡校区西门（2023年12月）

## 历史
1954年，在北京教师进修学院的基础上成立北京师范学院:401。1960年，兼并华北人民大学哲学系、政教系。1962年，兼并北京工农师范学院、北京体育师范学院。1964年，兼并北京艺术师范学院、北京师范专科学校。
1978年，分为北京外国语学院分院、北京语言学院分院、北京师范学院分院，各自建院。
1979年，北京师范学院分出体育系，重建北京体育师范学院（即今首都体育学院）。
1980年，北京外国语学院分院、北京语言学院分院、北京外国语学校三校合并，定名为北京外国语学院分院。1985年，北京外国语学院分院划入北京联合大学，定名为北京联合大学外国语师范学院，校址为阜成门外白堆子:414。
1992年8月4日，北京师范学院、北京师范学院分院、北京联合大学职业师范学院，三校合并，定名为首都师范大学，当年9月15日正式挂牌。1993年4月1日，北京联合大学外国语师范学院并入首都师大，改为首都师范大学外国语学院。
1996年4月25日，首都师范大学北校区开工。1998年9月，北区（即今北一区）文科楼建成启用，供历史系、中文系、教育系、政法系使用。
1999年7月9日，位于西三环北路56号的北京工业大学计算机学院原校区（原北工大二分校:406）移交首都师大，供计算机系、教育科学学院、成人教育学院使用（即北二区，此前北工大计算机学院已于1998年迁入北工大校本部）。1999年9月9日，首都师范大学兼并北京第三师范学校、通州师范学校后组建初等教育学院。2000年11月30日，首都师范大学本部英语系和外语学院分别从校本部和白堆子校区迁至当年7月建成的北校区外语楼。2006年4月，东校区重建工程启动，东区教学楼2009年9月16日封顶。
位于良乡大学城的首都师范大学良乡校区于2003年3月开工，2010年9月6日正式启用。
2011年，首都师范大学兼并北京幼儿师范学校，设立首都师范大学学前教育学院。

## 院系
17个院系
- 文学院
  - 汉语言文学专业（师范）
  - 汉语言文学专业
  - 秘书学专业
  - 戏剧影视文学专业
  - 汉语国际教育专业
  - 文化产业管理专业
- 历史学院
  - 历史学专业（师范）
  - 历史学专业（基地班方向）
  - 历史学专业（城市传统与城市文化管理方向）
  - 历史学专业（文物鉴定与保护方向）
  - 世界历史专业
- 政法学院
  - 哲学专业
  - 法学专业
  - 社会工作专业
  - 政治学与行政学专业
- 管理学院
  - 公共事业管理专业
  - 国际经济与贸易专业
  - 劳动与社会保障专业
  - 信息管理与信息系统专业
  - 电子商务专业
- 教育学院[注 1]
  - 教育学专业
  - 教育技术学专业
  - 教育技术学专业（师范）
- 心理学院
  - 心理学专业
  - 心理学专业（师范）

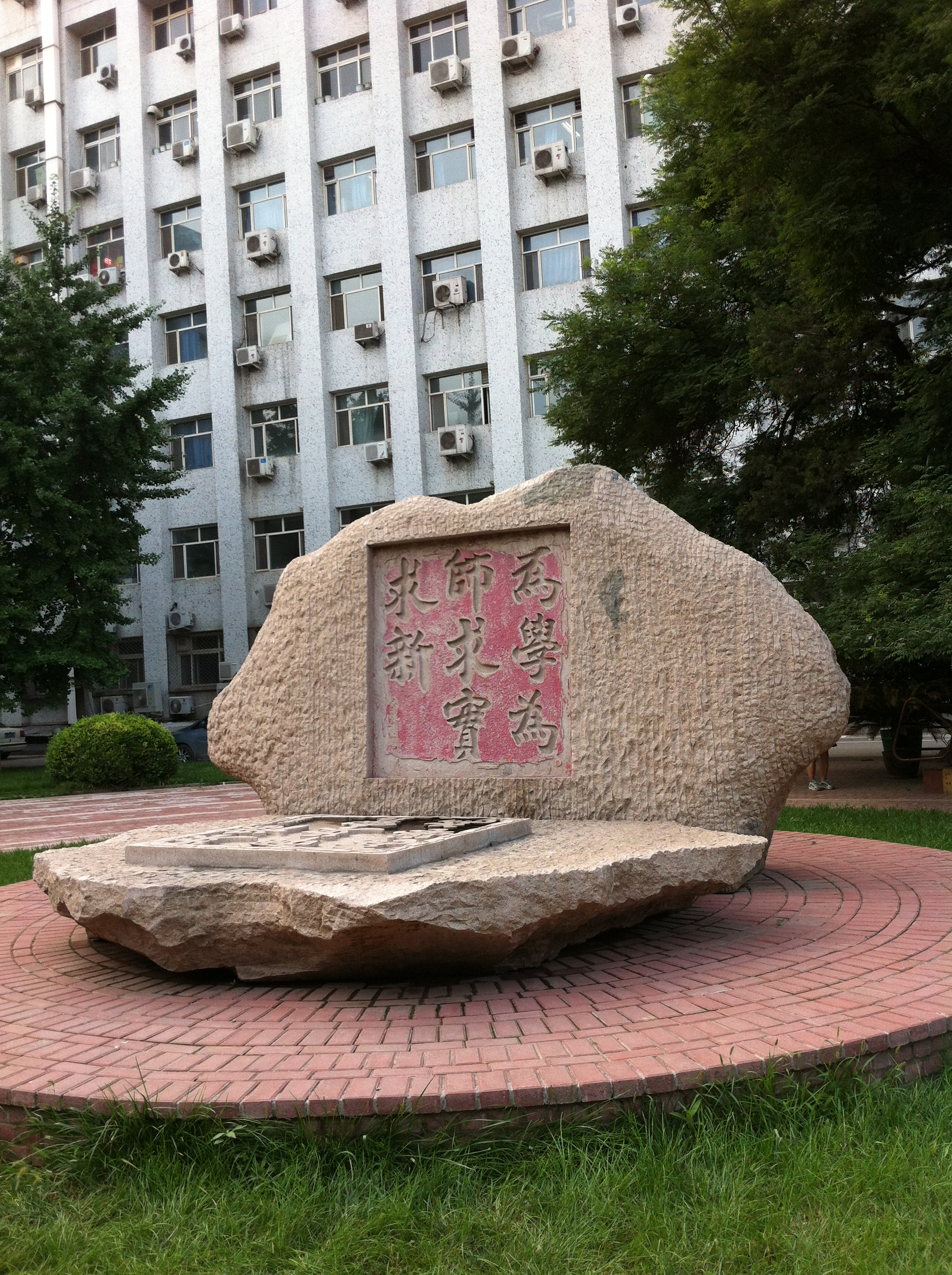
首师大校训

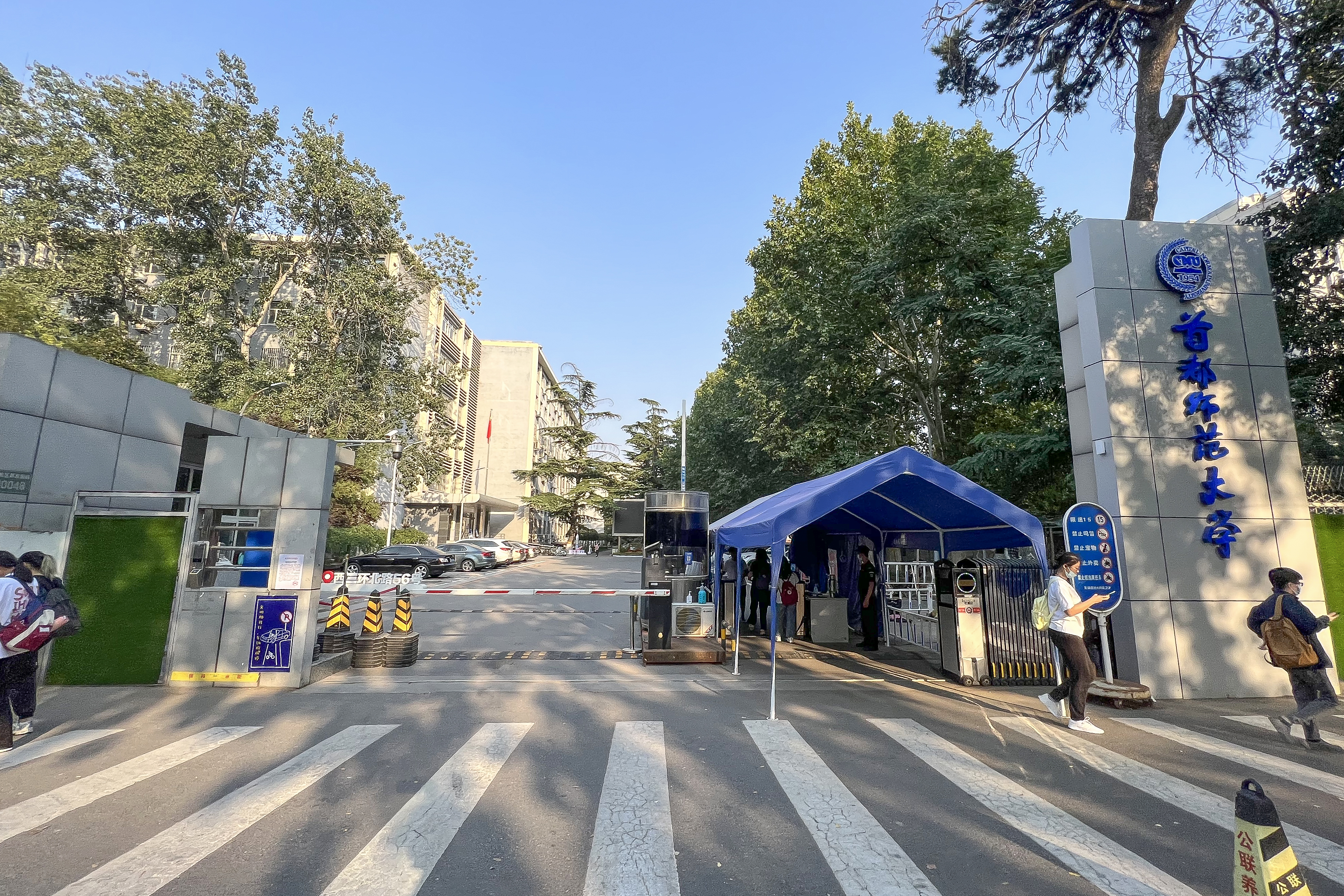
信息工程学院所在的北二区

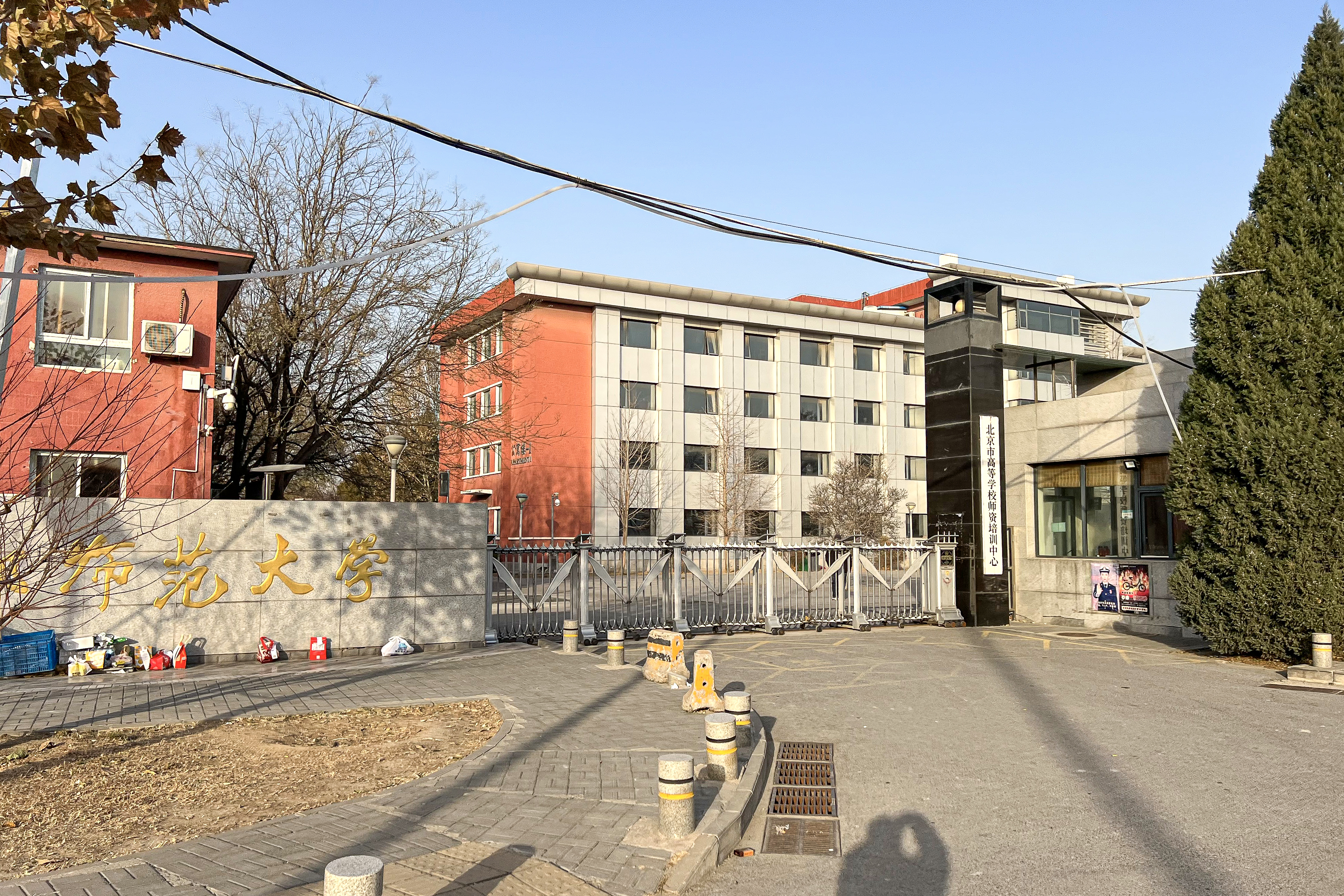
来广营校区（原北京师范学院分院），挂有“北京市高等学校师资培训中心”牌匾

- 学前教育学院（原北京幼儿师范学校，2011年并入首都师范大学）
  - 学前教育专业（师范）
- 外国语学院
  - 英语专业（师范）
  - 英语专业
  - 俄语专业
  - 德语专业
  - 法语专业
  - 西语专业
  - 日语专业
- 音乐学院
  - 音乐学专业（师范）
  - 音乐学专业
  - 舞蹈学专业
  - 录音艺术专业
- 美术学院
  - 美术学专业（师范）
  - 美术学专业（艺术市场方向）
  - 绘画专业（国画方向）
  - 绘画专业（油画方向）
  - 艺术设计专业（环境艺术设计方向）
  - 艺术设计专业（平面艺术设计方向）
  - 艺术设计专业（新媒体艺术设计方向）
- 数学科学学院
  - 数学与应用数学专业（师范）
  - 数学与应用数学专业
  - 信息与计算科学专业
  - 数学与应用数学专业（实验班）
  - 统计学专业
- 物理系
  - 物理学专业（师范）
  - 光电信息科学与工程专业
- 化学系
  - 化学专业（师范）
  - 应用化学专业
- 生命科学学院
  - 生物科学专业（师范）
  - 生物科学专业
  - 生物技术专业
- 资源环境与旅游学院
  - 地理科学专业（师范）
  - 地理信息系统专业
  - 旅游管理专业
  - 遥感科学与技术专业
  - 环境科学专业
  - 环境工程（学硕）专业
  - 环境工程（专硕）专业
- 信息工程学院
  - 信息工程专业
  - 智能科学与技术专业
  - 计算机科学与技术专业（师范）
  - 计算机科学与技术专业
  - 电子信息工程专业
  - 软件工程专业
  - 人工智能专业
  - 人工智能专业（师范）[17]
- 初等教育学院
  - 小学教育专业（中文方向）
  - 小学教育专业（英语方向）
  - 小学教育专业（科学方向）
  - 小学教育专业（数学方向）
  - 小学教育专业（信息技术方向）
  - 美术学专业（小学教育方向）
  - 音乐学专业（小学教育方向）
  - 书法学专业（初等教育，师范）[18]
- 马克思主义学院
  - 思想政治教育专业（师范）[19]
  - 马克思主义理论专业[17]
- 继续教育学院
- 国际文化学院

以及
- 大学英语教研部
- 体育教研部

## 孔子学院
首都師範大學自2007年起，與境外大學聯合辦孔子學院，圣彼得堡国立大学孔子学院、明尼苏达大学孔子学院、威尼斯大学孔子学院、皮乌拉大学孔子学院、纽约州立大学布法罗分校孔子学院与不来梅孔子学院。

## 中国书法文化研究院
首都师范大学书法专业创办于1985年，1999年成立中国书法文化研究所，是中国大学中首个系级建制的书法学科教学科研单位，由著名学者、书法家欧阳中石教授担任所长。2005年成立中国书法文化研究院，国学大师季羡林先生为其题词。该学科点是第一个以书法为研究方向而设立的博士学位授权点（1993年国务院学位委员会批准）,第一个以书法为研究方向而设立的博士后科研流动站（1998年国家人事部批准），教育部第一个书法类艺术师资人才培养培训基地，中国书法学科中第一个省部级（北京市）重点学科。2005年成为国家重点建设学科。链接：中国书法文化研究院主页

## 校友
- 石国鹏，中学历史教师，以改革中国大陆高中近现代史课程为著称。
- 袁腾飞，中学高级教师。中国中央电视台科教频道《百家讲坛》主讲《两宋风云》，《塞北三朝》。
- 纪连海，中学历史教师，2005年后参与百家讲坛的节目录制，在电视中讲演和珅、纪晓岚等历史人物故事。
- 陈迈平，翻译家，瑞典斯德哥尔摩大学执教，任瑞典笔会理事兼任国际秘书。
- 董浩，著名兒童節目主持人，中国中央电视台配音演員。
- 金兆鈞，中國樂評家。
- 郭長江，政府官員。第十一屆全國政協委員，代表社會福利和社會保障界。
- 汪丁丁，中國經濟學家。
- 江廣平，政府官員，現任全國總工會書記處書記、黨組成員，國際聯絡部部長。
- 張越，著名電視節目主持人。
- 周孝正，曾为中國人民大學法律社會學副教授、研究所所長和國際關係學院外交系主任。
- 盧中南，中國著名書法家。
- 王海容，毛澤東的表侄孫女，參與中美建交，曾擔任毛澤東和尼克森談話翻譯，後來任中華人民共和國外交部副部長。
- 彭三源，中國女性作家、影視作品編劇，中國作家協會會員。
- 馬書田，是中國的民俗學者、作家。
- 劉源，劉少奇之子，全国人大常委会委员。
- 李其炎，政府官員，中國人民政治協商會議第十屆全國委員會常委、社會和法制委員會主任委員。
- 劉念春，中國異議人士，現時旅居美國紐約。
- 房寧，現為中國社科院政治學研究所所長，中國政治學會副會長。
- 尹秀珍，油畫家，中國第一個女性藝術家受邀在紐約現代藝術博物館舉辦畫展。
- 葛小光（英语：Ge Xiaoguang）， 現在天安門城樓毛澤東畫像繪製者。包括中國大陸版孫中山、馬克思、列寧、斯大林畫像均出自他手。
- 白敬亭，中國新生代男演員，代表作《匆匆那年》、《夏至未至》、《平凡的榮耀》、《你是我的城池營壘》。
- 施燦得，美國國防部首任中國事務副助理部長、前美國駐華大使館海軍陸戰隊中校武官

## 附属办学
- 首都师范大学附属中学，是受北京市教委和首都师范大学双重领导的市属重点中学，2001年12月，成为首批国家级示范性高中校。
- 首都师范大学附属育新学校
- 首都师范大学附属玉泉学校

## 参看
- 首都师范大学科德学院